# Parornix carpinella
Parornix carpinella là một loài bướm đêm thuộc họ Gracillariidae. Nó được tìm thấy từ Thuỵ Điển đến Pyrenees, Ý và Hy Lạp và từ Anh đến Nga.
Sải cánh dài 8–10 mm.
Ấu trùng ăn Acer platanoides, Acer pseudoplatanus, Carpinus betulus, Carpinus orientalis và Ostrya carpinifolia. Chúng ăn lá nơi chúng làm tổ.